# 相转移催化剂

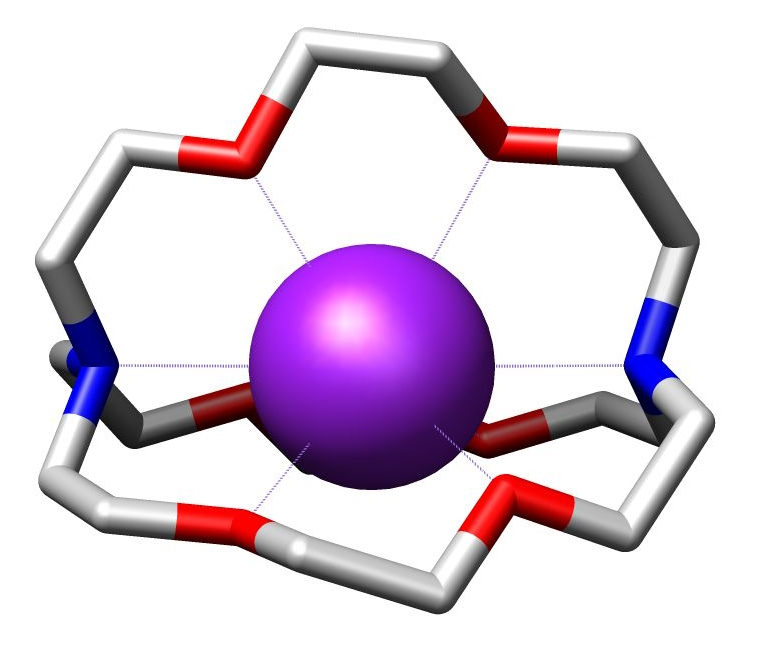
通过X射线晶体学得到的内部容纳一个钾离子（紫色）的-穴醚结构。

相转移催化剂（Phase transfer catalyst，PTC）是可以帮助反应物从一相转移到能够发生反应的另一相当中，从而加快异相系统反应速率的一类催化剂。一般存在相转移催化的反应，都存在水溶液和有机溶剂两相，离子型反应物往往可溶于水相，不溶于有机相，而有机底物则可溶于有机溶剂之中。不存在相转移催化剂时，两相相互隔离，几个反应物无法接触，反应进行得很慢。相转移催化剂的存在，可以与水相中的离子所结合（通常情况），并利用自身对有机溶剂的亲和性，将水相中的反应物转移到有机相中，促使反应发生。

## 种类
阴离子作反应物时，相转移催化剂常常是季铵盐（四级铵盐）、季鏻盐、锍盐或砷盐。阳离子作反应物时，相应的相转移催化剂往往是冠醚或穴醚。它们之间的相互结合，是以分子间的电性引力作用或氧/氮原子对离子的配位作用为基础的。形成的复合物外端露出烃基单元，是疏水性的；内部则具有一个容纳离子的结构，因此是亲水性的。
除此之外，也有用聚乙二醇或聚乙二醇醚与正离子结合的，它们价格便宜，但催化效果往往不如冠醚。还有一类三相催化剂，它们不溶于水或有机相中，但可以加速水-有机相的反应，自身为固体构成另一相，故称三相催化。它们大多是季铵盐、鏻盐、冠醚等与高聚物（如聚苯乙烯）相连得到的固体不溶物。由于三相催化中催化剂易分离回收，故已在化工领域中引起了很大的兴趣。

## 机理
以一个亲核脂肪取代反应为例来说明相转移催化的机理。将氰化钠水溶液和溶于有机溶剂的卤代烃1-溴辛烷混合时，取代反应并不发生：反应液为水-有机溶剂两相体系，氰化钠只溶于水中，1-溴辛烷只溶于有机相中。但在加入少量的四级鏻盐（如溴化十六烷基三丁基鏻）后，这些PTC分子在有机相和水相中都能溶解，在水中与氰离子交换负离子，并以离子对的形式将其转移到有机相中。由于这些氰离子的溶剂化程度很小，故活性很高，很容易与有机底物发生反应。加热回流90分钟时，上述反应中的氰离子可以和1-溴辛烷定量反应，生成产物1-壬腈。改善反应条件，将反应物在苯/水体系中反应，加入溴化四丁基铵或甲基三辛基氯化铵作相转移催化剂，则以上反应在室温便可定量完成。
C8H17Br(org)  +  NaCN(aq)  →  C8H17CN(org)  +  NaBr(aq)（催化剂：PTC R4P+Cl−）
也有人认为，相转移催化剂的亲脂性很高，在水相中的浓度很低，绝大多数都停留在有机相中，只是在两相界面处交换离子。在极性很低或非极性的溶剂中，相转移催化剂与离子是通过离子对结合的，只有在介电常数很大的溶剂中，才有一些离子以自由离子的形式存在。
一般相转移催化剂应用的反应都为亲核取代反应，典型的无机反应物如氰化钾、氰化钠。但也有一些相转移催化剂应用在有机氧化反应中，帮助无机氧化剂（如高锰酸钾、重铬酸钾）溶于有机相中。

## 用途
由于相转移催化反应的速率和产率非常高（多为90%），减少了有害有机溶剂的使用，副产物少，催化剂的用量也比较少，满足原子经济性的要求，故很多反应都是绿色化学的实例。相比之下，为了使反应在均相发生，以前曾需要使用一些能溶解两种反应物的有机溶剂，比如二甲基甲酰胺、六甲基磷酰胺或二甲基亚砜。这些溶剂价格高，不易回收，对身体有害，而且如果混入一点水，对反应很不利。
相转移催化剂不仅包括催化水相-有机相反应的催化剂，也包括固-液两相和气-液两相反应中的催化剂。

## 参阅
- 相
- 离子交换柱